# Bělorusko na Letních olympijských hrách 1996
Bělorusko na Letních olympijských hrách 1996 v americké Atlantě reprezentovalo 157 sportovců, z toho 91 mužů a 66 žen. Nejmladším účastníkem byla Tatyana Zharganova (15 let, 363 dní), nejstarším pak Sergey Khoretsky (40 let, 114 dní). Reprezentanti vybojovali 15 medailí, z toho 1 zlatou, 6 stříbrných a 8 bronzových.

## Medailisté
| Medaile | Jméno                 | Sport                | Disciplína                      |
| ------- | --------------------- | -------------------- | ------------------------------- |
| Zlato   | Jekatěrina Karstenová | Veslování            | Ženy skif                       |
| Stříbro | Vladimir Dubrovščik   | Atletika             | Muži hod diskem                 |
| Stříbro | Natalja Sazanovičová  | Atletika             | Ženy sedmiboj                   |
| Stříbro | Igor Basinskij        | Sportovní střelba    | Muži 50 metrů libovolná pistole |
| Stříbro | Sergej Lištvan        | Zápas                | Muži řecko-římský – do 100 kg   |
| Stříbro | Alexej Medveděv       | Zápas                | Muži volný styl – do 130 kg     |
| Stříbro | Alexandr Pavlov       | Zápas                | Muži řecko-římský – do 48 kg    |
| Bronz   | Vasilij Kapťuch       | Atletika             | Muži hod diskem                 |
| Bronz   | Jellina Zverevová     | Atletika             | Ženy hod diskem                 |
| Bronz   | Vitalij Ščerbo        | Sportovní gymnastika | Muži víceboj – jednotlivci      |
| Bronz   | Vitalij Ščerbo        | Sportovní gymnastika | Muži hrazda                     |
| Bronz   | Vitalij Ščerbo        | Sportovní gymnastika | Muži bradla                     |
| Bronz   | Vitalij Ščerbo        | Sportovní gymnastika | Muži přeskok                    |
| Bronz   | družstvo žen          | Veslování            | Ženy osmiveslice                |
| Bronz   | Valerij Cilent        | Zápas                | Muži řecko-římský – do 82 kg    |